# Henri Léonard
Henri Léonard MAfr (* 5. Dezember 1869 in Œutrange, Frankreich; † 15. Mai 1953) war ein französischer römisch-katholischer Ordensgeistlicher und Apostolischer Vikar von Tabora.

## Leben
Henri Léonard trat der Ordensgemeinschaft der Weißen Väter bei und empfing am 2. Juli 1895 das Sakrament der Priesterweihe.
Am 26. Juni 1912 ernannte ihn Papst Pius X. zum Titularbischof von Tipasa in Mauretania und zum Koadjutorvikar von Unianyembé. Léonard wurde bereits einen Tag später in Nachfolge des verstorbenen François Gerboin MAfr Apostolischer Vikar von Unianyembé (später: Tabora). Der Generalsuperior der Weißen Väter, Bischof Léon-Antoine-Augustin-Siméon Livinhac MAfr, spendete ihm am 10. August desselben Jahres die Bischofsweihe; Mitkonsekratoren waren der Apostolische Vikar von Upper Congo, Victor Roelens MAfr, und der emeritierte Apostolische Vikar von Nyassa, Joseph-Marie-Stanislas Dupont MAfr.
Henri Léonard trat am 23. Juli 1928 als Apostolischer Vikar von Tabora zurück.